# Pútrida Patria: Ensayos sobre literatura
Pútrida Patria es una obra en la que Sebald recoge una serie de ensayos dedicados a la literatura. A pesar de que esta faceta del escritor alemán es menos conocida que la de novelista, Sebald destaca en el ámbito de la literatura como un agudo y magnífico crítico literario. 
La búsqueda de la felicidad, publicada en 1985, recoge una serie de ensayos acerca de la literatura austriaca en los que expresa su tesis de que si hay algo que caracterice a esta literatura es «la infelicidad del que escribe» como forma de resistencia a la muerte. 
De entre los ensayos que recoge en este volumen, destacan los dedicados a Arthur Schnitzler, Franz Kafka, Thomas Bernhard y Elias Canetti.
- Datos: Q6093944